# Resarö kapell
Resarö kapell är ett kapell som tillhör Vaxholms församling i Stockholms stift. Kapellet ligger på Resarö i Vaxholms kommun.

## Kapellet
Kapellet är en monteringsfärdig vandringskyrka som uppfördes till världskyrkomötet i Uppsala. Därefter köptes kapellet in till Resarö och invigdes där 1968. En kapellstiftelse hade funnits i Resarö sedan 1958.
Kapellet är skapat av arkitekten Rolf Bergh i samarbete med Sigtunastiftelsen och Olov Hartman.
1986 byggdes kapellet till med ett församlingshem efter förslag av arkitekten Hilding Lögdberg. Tidigare vapenhus vid södra sidan omvandlades till sakristia och entrén flyttades till församlingshemmet vid kapellets västra sida.
Det rödmålade träkapellet har kvadratisk planform och ett pyramidformat tak täckt med svartmålad veckad plåt. Taket kröns av ett kors, utformat som ett stiliserat skepp. Under takkanten löper en smal fönsterrad runt hela byggnaden. Kyrkorummets fyra hörn har fönster som sträcker sig från golv till tak. Ett av hörnfönstren har en glasmålning med nonkonfigurativt mönster i blå toner. Innerväggarna har målningar utförda av Astrid Theselius. Motivet är vatten och växande träd.
Intill kapellet står en klockstapel, som uppfördes redan 1962, efter ritningar av Nils-Henrik Winblad. Stapeln har en öppen konstruktion och täcks med en huv.

## Inventarier
- Ett altarkors är tillverkat av Tore Bergh.
- I kyrkan finns en elorgel med två manualer och en pedal.
- Vid altaret hänger ett votivskepp av trä tillverkat av Tore Bergh.
- I vapenhuset finns en vävnad i olika blå nyanser som är komponerad och utförd 1973 av Birgitta Algesten.

## Bildgalleri

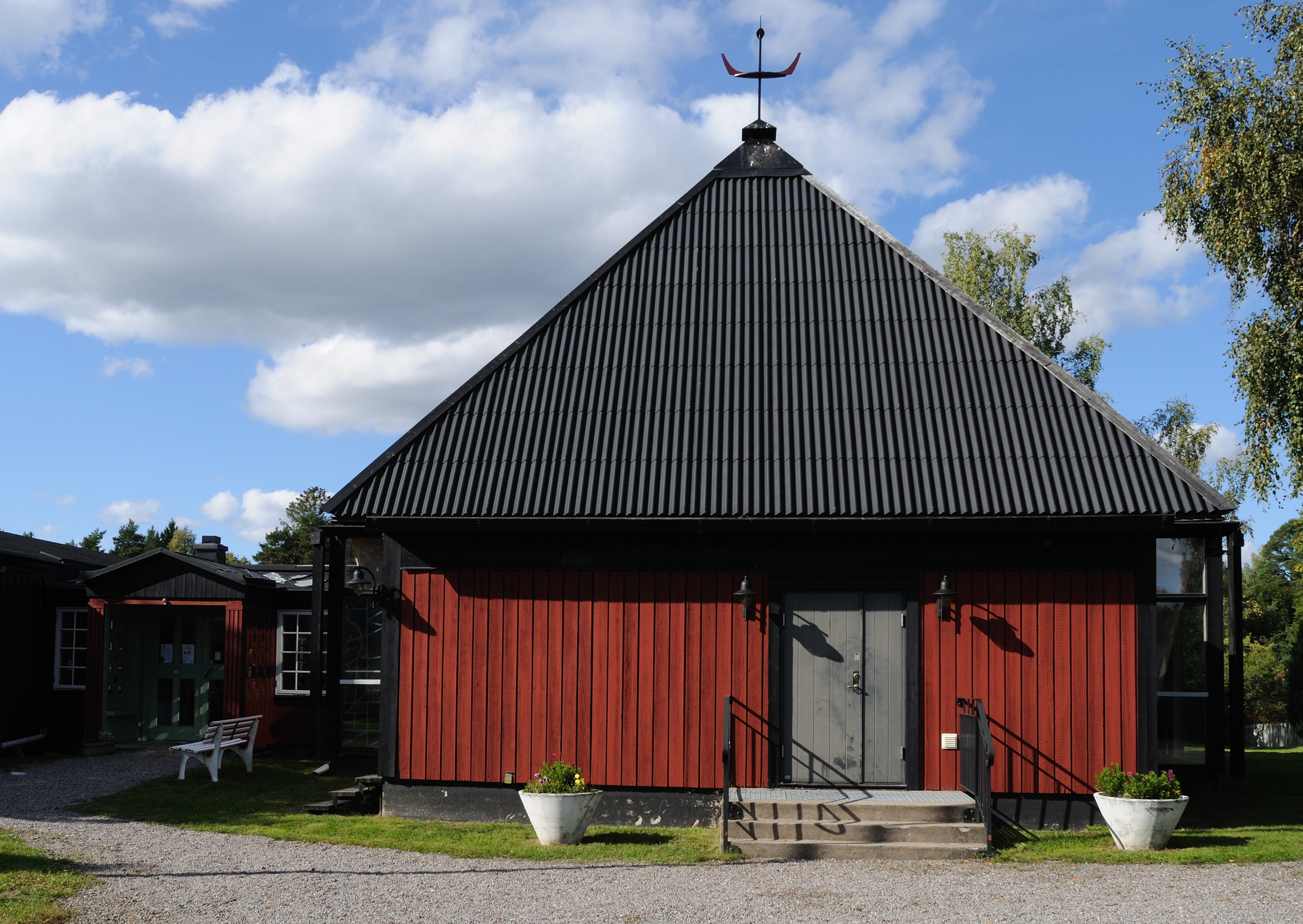
Kapell framifrån
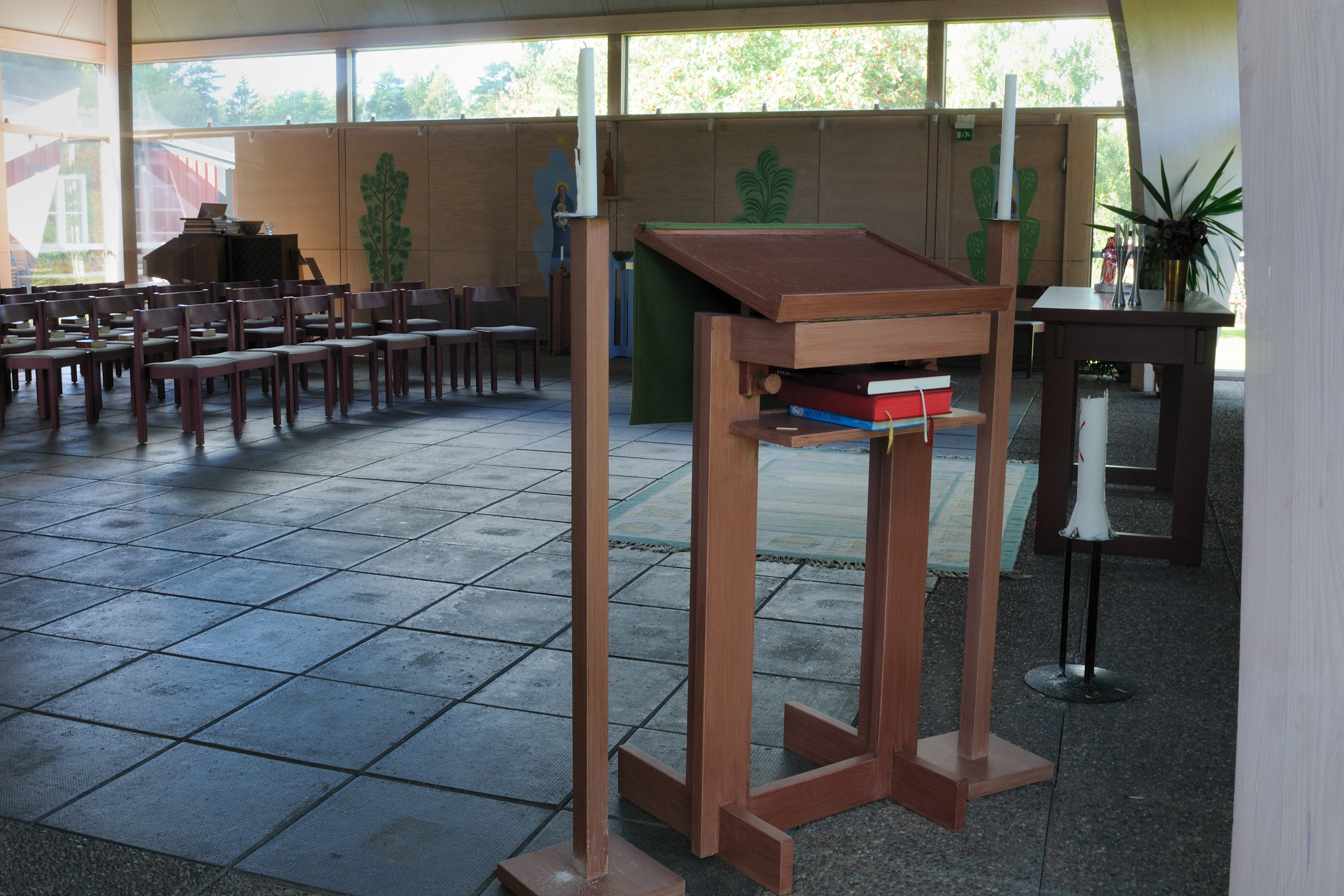
Fönstertitt
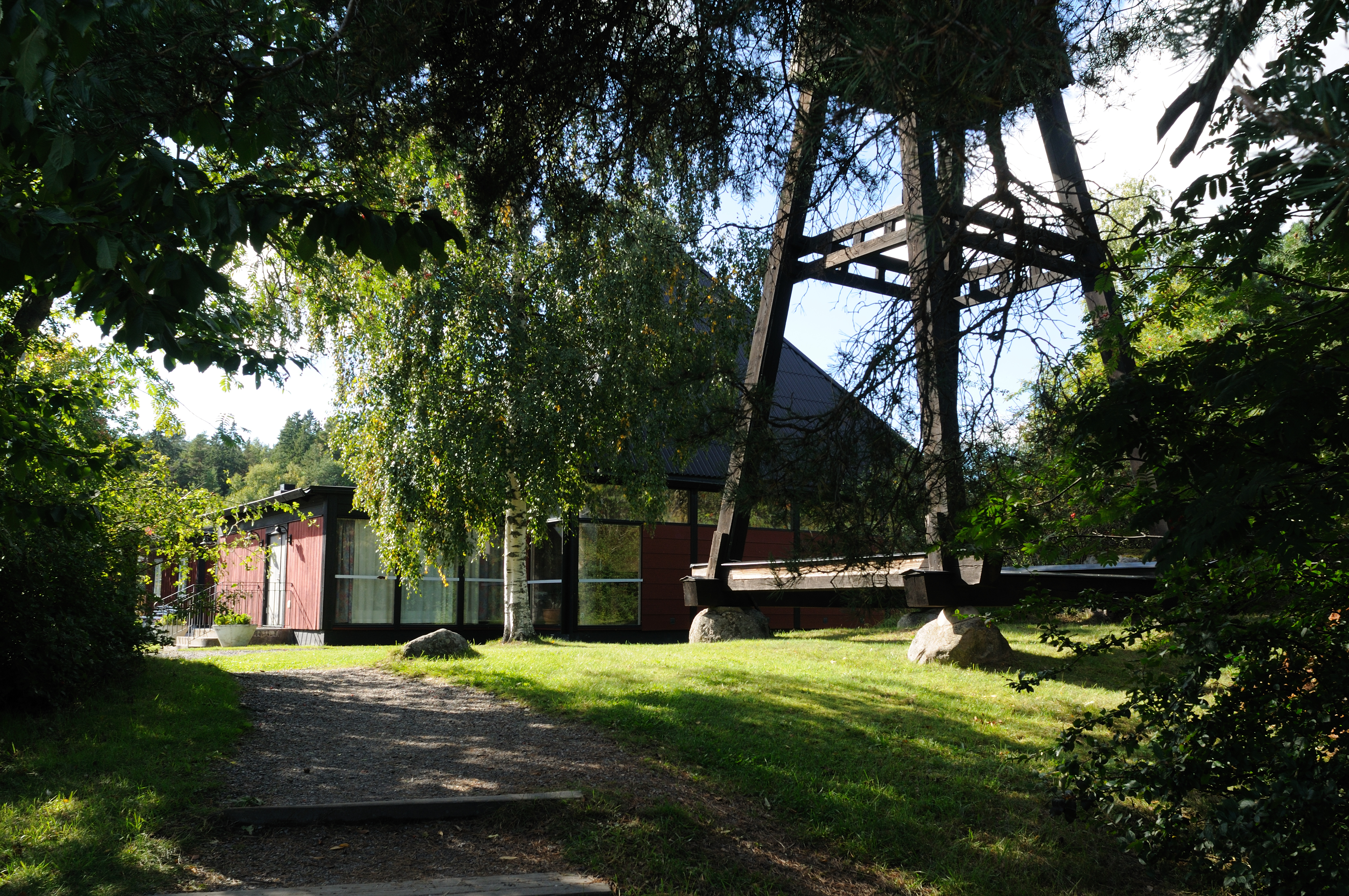
Stig från nedre parkering

### Webbkällor
- Resarö kapell, Stockholm 2008, © Stockholms stift, Text: Niss Maria Legars, Foto: Elisabeth Boogh
- byggnadspresentation
- anläggningspresentation